# Широка Балка (ботанічний заказник)
Широ́ка Ба́лка — ботанічний заказник місцевого значення в Україні. Один з об'єктів природно-заповідного фонду Херсонської області.
Розташований у межах Білозерського району, при південно-західній околиці села Широка Балка.
Площа 116 га. Статус присвоєно згідно з рішенням ІІІ сесії 23 скликання Херсонської обласної ради від 25.06.1998 року № 27. Перебуває у віданні: Широкобалківська сільська рада.
Заказник «Широка Балка» розташований на побережжі та прилеглій акваторії Дніпровського лиману. На території природно-заповідного об'єкту охороняється рослинність типчаково-ковилових степів, що збереглася в балці на лесових ґрунтах. Трапляються червонокнижні рослини — тюльпан бузький та Шренка, ковила Лессінга, українська та волосиста, а також тварини — дибка степова, поліксена, махаон. Ближче до акваторії лиману трапляються рідкісні сальвінія плаваюча і плавун щитолистий.